# Чорнявський Олександр Анатолійович
Олександр Анатолійович Чорнявський (нар. 10 березня 1972, УРСР) — український футболіст, виступав на позиції захисника або опорного півзахисника.

## Життєпис
Олександр Чорнявський розпочав кар'єру в клубі «Кристал» (Херсон), з яким виступав у Другій лізі чемпіонату СРСР. Починаючи з сезону 1992/93 років виступав у «Меліораторі» (Каховка). На початку 1995 року Олександр підписав контракт з запорізьким «Металургом», який виступав у Вищій лізі України. У команді зіграв 33 матчі та відзначився 1 голом. 
У 1996 році протягом нетривалого періоду часу був на контракті в нижньокамському «Нафтохіміку», але так і не зігравши жодного офіційного матчу за російський клуб, перейшов до «Заглемб'є» (Любін), яким на той час керував Мирослав Драган. У Першій лізі Польщі дебютував 15 вересня в переможному (3:2) поєдинку проти ГКС (Белхатув). Загалом у футболці «Заглембє» зіграв у 4-х матчах чемпіонату, а також у 2-х поєдинках у рамках кубку Польщі.
Проте вже незабаром Чорнявський повернувся до України, де знову став гравцем запорізького «Металурга», за який зіграв 63 матчі. У 2000 році виїхав до Білорусі, де підписав контракт з ФК «Гомель». По ходу сезону 2001 року повернувся в Україну, виступав у ЗАлК (Запоріжжя) в аматорському чемпіонаті України. У сезоні 2001/02 років виступав у клубах «Прикарпаття» (Івано-Франківськ) та «Енергетик» (Бурштин). Потім грав в аматорських клубах ЗАлК (Запоріжжя) та КЗЕСО (Каховка). У 2003 році повернувся до професіонального футболу, виступав у Другій лізі за «Кримтеплицю» (28 матчів, 9 голів). У 2006 році захищав кольори херсонського «Кристалу», після чого завершував кар'єру професіонального футболіста. Після цього виступав у чемпіонаті Херсонської області за «Гопри» (Гола Пристань), «Мир» (Горностаївка), «Гілея-Інвест» (Гола Пристань) та «Сігма» (Херсон).
У 2008 році тренував дітей у СДЮШОР «Кристал» (Херсон).

## Статистика
| Клуб                   | Країна   | Змагання  | Роки виступів        | Матчі | Голи |
| ---------------------- | -------- | --------- | -------------------- | ----- | ---- |
| «Металург» (Запоріжжя) | Україна  | Вища ліга | 1995-1996, 1997-2000 | 96    | 3    |
| «Заглембє» (Любін)     | Польща   | I ліга    | 1996                 | 4     | 0    |
| «Гомель»               | Білорусь | Вища ліга | 2000-2001            | 8     | 0    |